# Journal of Mining and Metallurgy, Section B: Metallurgy
Journal of Mining and Metallurgy, Section B: Metallurgy је међународни научни часопис где се објављују оригинална истраживања која доприносе развоју теорије и праксе у металургији.

## О часопису
Часопис покрива најновија истраживања у свим областима металуршких процеса, укључујући хидрометалургију, пирометалургију, електрометалургију, феномене преноса, контролу процеса, очвршћавање, реакције у чврстом стању, термодинамику и фазне равнотеже, прераду метала, структуру и својства легура и једињења.

## Историјат
Универзитет у Београду, Технички факултет у Бору објављује часопис Journal of Mining and Metallurgy од 1965. године. У периоду од (1965-1977) часопис носи назив Зборник радова, од (1977-1997) Гласник рудаства и металургије, а од 1997. године подељен је у два независна часописа који се баве рударством и металургијом, Journal of Mining and Metallurgy, Section A: Mining, и Journal of Mining and Metallurgy, Section B: Metallurgy. Од самог почетка,Journal of Mining and Metallurgy, Section B: Metallurgy је био снажно подржан од стране многих еминентних научника из целог света, који су прихватили да буду чланови Уређивачког oдбора часописа, и на тај начин га ојачали својом међународном репутацијом и/или допринели објављивањем радова. Поменимо неке од њих - чланови Уређивачког oдбора часописа 1997. године: Јарослав Шестак, Riccardo Ferro, Zbigniew Moser, Kuo Chih Chou, Iwao Katayama, Rumen Dimitrov, као и други драги пријатељи и колеге који су се касније прикључили Уређивачком oдбору часописа и допринели да часопис постане оно што је данас. Почев од броја 43(1) из 2007. године часопис Journal of Mining and Metallurgy, Section B: Metallurgy појавио се на Web of Science/Science Citation Index Expanded. Од тада, ранг часописа се константно повећавао, тако да се појавио и на Journal Citation Report (JCR) листи. Први импакт фактор часопис је добио 2009. године.. 

## Периодичност излажења
Часопис излази три пута годишње.

## Уредништво

### Главни уредници
- (1965-1977) Предраг Николић
- (1977-2012) Живан Живковић
- (2012-2016) Драгана Живковић
- (2016-) Љубиша Балановић

### Коуредник
- (1997-2012) Драгана Живковић
- (2016-) Драган Манасијевић

### Технички уредници
- (1997-2001) Дарко Грујичић
- (2001-2007) Иван Михајловић
- (2007-2016) Љубиша Балановић
- (2016-) Ивана Марковић
- (2016-) Милан Горгиевски
- (2016-) Александра Митовски

## Аутори прилога
Аутори прилога су еминентни стручњаци из земље и иностранства.

## Теме
Часопис Journal of Mining and Metallurgy, Section B: Metallurgy покрива следеће тематске области:
- Структура и својства легура и једињења
- Термодинамика и фазне равнотеже
- Контрола процеса
- Пирометалургија
- Хидрометалургија
- Електрометалургија
- Прерада метала
- Феномени преноса

## Електронски облик часописа
Часопис се публикује у штампаном и електронском облику. Електронски облик свих свезака часописа је у отвореном приступу на doiSerbia, SCIndeks као и на званичном сајту часописа.

## Индексирање у базама података
- Web of Science/Science Citation Index Expanded[6]
- Journal Citation Reports/Science Edition[7]
- Materials Science Citation Index[8]
- Elsevier Bibliographic Database[9]
- Chemical Abstracts
- Scopus[10]
- DOAJ - Directory of Open Access Journals[11]
- EBSCO Publishing and by Cabell’s Directories[12]
- doiSerbia[4]
- Српски цитатни индекс[5]
- All - Russian Institute of Scientific and Technical Information.